# Méry-sur-Cher
Méry-sur-Cher är en kommun i departementet Cher i regionen Centre-Val de Loire i de centrala delarna av Frankrike. Kommunen ligger  i kantonen Vierzon 2e Canton som tillhör arrondissementet Vierzon. År 2022 hade Méry-sur-Cher 710 invånare.

## Befolkningsutveckling
Antalet invånare i kommunen Méry-sur-Cher
Referens:INSEE